# It Girl (Pharrell Williams)
It Girl è un singolo del cantante e produttore statunitense Pharrell Williams, pubblicato nel 2014 ed estratto dall'album Girl.

## Tracce
- Download digitale

1. It Girl – 4:47